# Semilla de la Serpiente
La doctrina de la Semilla de la Serpiente, también conocida como la doctrina de la simiente dual, es una creencia religiosa cristiana controvertida y marginal que explica el relato bíblico de la caída del hombre al afirmar que la Serpiente se apareó con Eva en el Jardín del Edén y la descendencia de su unión fue Caín. Este evento resultó en la creación de dos razas de personas: Los malvados descendientes de la Serpiente que estaban destinados a la condenación, y los justos descendientes de Adán que estaban destinados a tener vida eterna. La doctrina enmarca la historia humana como un conflicto entre estas dos razas en el que los descendientes de Adán finalmente triunfarán sobre los descendientes de la Serpiente.

## Historia
La enseñanza aparece en los primeros escritos gnósticos de Valentín el Gnóstico (100-160) y el Evangelio de Felipe (c. 350). Los maestros cristianos de la corriente principal rechazaron la doctrina de la Semilla de la Serpiente como una herejía, durante el período gnóstico. San Ireneo de Lyon (c. 180), un padre de la Iglesia primitiva, describió una doctrina gnóstica similar y la rechazó explícitamente como herejía en su libro Contra las herejías.
Durante el siglo XIX, la doctrina de la Semilla de la Serpiente fue revivida por diversos líderes religiosos estadounidenses que querían promover la supremacía blanca. 
Las versiones modernas de la doctrina de la Semilla de la Serpiente fueron desarrolladas dentro de las enseñanzas del Israelismo británico por C. A. L. Totten (1851-1908) y Russel Kelso Carter (1849-1928). 
Daniel Parker (1781–1844) también fue responsable de revivir y promover la doctrina entre los bautistas primitivos.
Los seguidores de la teología de la Identidad Cristiana, que se derivó del israelismo británico, predicaron esta doctrina a principios del siglo XX y la promovieron dentro del Ku Klux Klan, la Nación Aria, el Partido Nazi Estadounidense, y otras organizaciones supremacistas blancas. 
Los partidarios de la supremacía blanca, usan esta creencia para justificar el antisemitismo y el racismo, al afirmar que los judíos y los negros son descendientes de Caín y la Serpiente, a quienes interpretan de manera variable como Satanás o una criatura inteligente no humana que vivió antes de Adán y Eva.
La enseñanza de la Semilla de la Serpiente se presenta en varias formas diferentes. William Marrion Branham (1909–1965), Arnold Murray (1929–2014), Wesley A. Swift (1913–1970) y Sun Myung Moon (1920–2012), desempeñaron papeles importantes en la difusión de varias versiones de la doctrina entre sus respectivos grupos a lo largo del siglo XX. En todo el mundo, hay millones de seguidores de la doctrina de la Semilla de la Serpiente dentro del branhamismo y la Iglesia de la Unificación. En el año 2000, se estimaba que había 50.000 seguidores de la Identidad Cristiana. La Liga Antidifamación judía, y varias organizaciones cristianas, han denunciado la versión racista de la enseñanza de la Semilla de la Serpiente, alegando que es incompatible con las enseñanzas religiosas del cristianismo tradicional, y han acusado a sus promotores de exacerbar las divisiones raciales al difundir el odio racial.

## Doctrina
A lo largo de los siglos se han desarrollado varias formas matizadas de la doctrina de la Semilla de la Serpiente. En su forma moderna más prominente, explica el relato bíblico de la caída del hombre al afirmar que la serpiente se apareó con Eva en el Jardín del Edén, y la descendencia de su unión fue Caín. Afirma que Eva tuvo relaciones con Adán por segunda vez, y Abel y su hermano menor Set fueron los dos hijos que fueron engendrados por esa unión. Ambos eventos resultaron en la creación de dos razas de personas, el primer evento produjo a los malvados descendientes de la Serpiente, que estaban destinados a la condenación, y el segundo evento produjo a los justos descendientes de Adán, que estaban destinados a tener la vida eterna. La doctrina enmarca la historia humana como un conflicto entre estas dos razas en el que los descendientes de Adán eventualmente triunfarán sobre los descendientes de Caín y la Serpiente.